# Баронський
Баронський (рос. Баронский) — селище в Гагинському районі Нижньогородської області Російської Федерації.
Населення становить 1 особу. Входить до складу муніципального утворення Гагинська сільрада.

## Історія
Від 2009 року входить до складу муніципального утворення Гагинська сільрада.

## Населення
| 2002 | 2010 |
| ---- | ---- |
| 13   | ↘1   |